# Venanzio di Luni
San Venanzio vescovo (VI secolo – 603?) è stato un vescovo italiano, contemporaneo e amico di san Gregorio Magno. È venerato come santo dalla Chiesa cattolica.

## Biografia
Di nobile famiglia, originario di Luni, fu consacrato vescovo della diocesi costituita nella sua città natale a Roma da papa Gregorio Magno; è il vescovo lunense di cui si sa di più nel periodo dell'Alto Medioevo.
Ebbe un intenso rapporto epistolare con il papa, che gli scrisse otto lettere e lo nominò in altre due; viene citato inoltre nei Dialoghi, dove è presentato come viro venerabili Venantio, Lunensi Episcopo («Venanzio, uomo venerabile, vescovo di Luni»).
Le otto lettere che lo riguardano sono indirizzate trattano della vita pastorale nella diocesi.
- maggio 594: Il papa raccomanda a Venanzio che i cristiani non siano schiavi degli Ebrei.
- maggio 594: Il papa scrive a Costanzo, vescovo di Milano allora esule a Genova, di aiutare Venanzio circa la restaurazione della disciplina nel clero.
- settembre 594: Il papa, saputo che il prete Saturnino aveva celebrato messa nonostante il divieto vescovile, ordina a Venanzio di sospendere il ribelle fino alla morte, o fino a quando non si sarà sufficientemente pentito.
- novembre 594: Il papa risponde al vescovo, che gli chiedeva che misure prendere contro l'abate di Portovenere e i suddiaconi che avevano violato le regole comunitarie: il primo non sia privato degli ordini sacri, ma gli altri siano deposti dai loro offici e dimessi dallo stato clericale. Inoltre il presbitero Saturnino sia confinato a Gorgona o Capraia dove potrà sollicitudinem de monasteris gerere et in eo quo est statu sine cuiusquam adversitate manere.
- ottobre 597: il papa concede a Venanzio di fondare un monastero femminile in una casa di sua proprietà.
- gennaio 599: il papa chiede a Venanzio di difendere i diritti di una monaca nella controversia con la madre.
- gennaio 599: il papa chiede a Venanzio di ordinare nuovi sacerdoti, come vuole il magister militum per convertire i pagani che ancora dimoravano nei pagi della diocesi.
- febbraio 599: il Papa promette a Venanzio di mandare una badessa esperta per il monastero che ha fondato.
- maggio 599: il papa sollecita Venanzio a far restaurare la facciate della chiesa di Fiesole, come richiesto dal sacerdote Agrippino e dal diacono Servando.
- maggio 603: il papa scrive a Deusdedit vescovo di Milano per informarlo di avere nominato Venanzio mediatore nella causa con il vescovo Teodoro.

Secondo tradizione morì nel 603 ad Albacina nelle Marche, dove era in missione apostolica. Nella diocesi di Luni si festeggiava il 14 ottobre.
Nel 2009 gli è stato dedicata una giornata di studi.